# 埃凯讷-埃拉姆库尔
埃凯讷-埃拉姆库尔（法語：Équennes-Éramecourt，法語發音：[ekɛn eʁamkuʁ]）是法国上法蘭西大區索姆省的一个市镇，属于亚眠区。该市镇于1972年由原市镇埃凯讷（Équennes）和埃拉姆库尔（Éramecourt）合并而成。

## 地理
埃凯讷-埃拉姆库尔（49°44'2"N, 1°57'36"E）面积9.08 平方千米，位于法国上法蘭西大區索姆省，该省份为法国北部沿海省份，北起加来海峡省和北部省，西接滨海塞纳省和大西洋英吉利海峡，南至瓦兹省，东临埃纳省。
与埃凯讷-埃拉姆库尔接壤的市镇（或旧市镇、城区）包括：达梅罗库尔、达尔日、吉藏库尔、埃斯康、拉沙佩勒、梅雷欧库尔、皮卡第地区普瓦、索尔舒瓦苏普瓦、蒂约卢瓦城。
埃凯讷-埃拉姆库尔的时区为UTC+01:00、UTC+02:00（夏令时）。

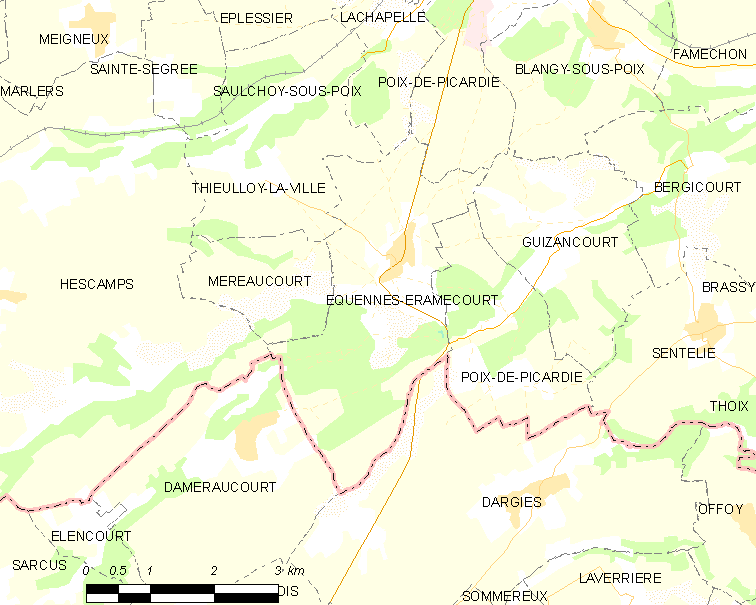
埃凯讷-埃拉姆库尔的OSM定位图

## 行政
埃凯讷-埃拉姆库尔的邮政编码为80290，INSEE市镇编码为80276。

## 政治
埃凯讷-埃拉姆库尔所属的省级选区为皮卡第地区普瓦县。

## 人口

1962-2008年间埃凯讷-埃拉姆库尔人口变化图示

埃凯讷-埃拉姆库尔于2022年1月1日时的人口数量为280人。